# Бурдж Раххал
Бурдж Раххал — село, находящееся в районе Сур в Южном Ливане.

## Название
В переводе с арабского означает Башня Путешественника. Есть две точки зрения об источнике названия. По первой версии, название происходит от географического наименования села, которое является холмом в форме башни. В свою очередь, название происходит от фамилии «Раххал», семья которых проживала в этом селе. Согласно второй точке зрения, название происходит от наименования станции для отдыха путешественников, располагавшейся на холме во времена Османской империи.